# Caroline Mikkelsen
Caroline Mikkelsen (født 20. november 1906, død 15. september 1998), senere Caroline Mandel, var en dansk-norsk opdagelsesrejsende, der 20. februar 1935 var den første kvinde, der satte fod på Antarktis; der er dog tvivl om, hvorvidt det var på fastlandet Antarktis eller en ø ud for denne.
Caroline Mikkelsen blev født i Danmark, men flyttede til Norge, da hun giftede sig med den norske hvalfangerkaptajn, Klarius Mikkelsen.
I vinteren 1934-35 fulgte hun med sin mand på en antartisk ekspedition, sponsoreret af skibsrederen Lars Christensen, på forsyningsfartøjet M/S Thorshavn med instruktioner om at finde antarktiske landområder, der kunne annekteres af Norge. Bjerget Mount Caroline Mikkelsen er opkaldt efter hende.
Den 20. februar 1935 gjorde ekspeditionen landgang på et eller andet sted på den antarktiske kontinentalsokkel. Caroline Mikkelsen fulgte med og deltog i rejsningen af det norske flag samt i opførelsen af en varde til minde om deres landgang. Hun gjorde aldrig noget nummer ud af at have været på turen, ligesom hun aldrig selv hævdede at have været på hovedlandet. Det antages, at hendes gruppe gik i land på Vestfold Hills ikke langt fra den nuværende Davis Station. Første gang, hun offentligt fortalte om ekspeditionen, var tres år senere, da hun blev interviewet til Aftenposten, der havde fået et tip af Diana Patterson fra Davis Station.
I 1941 døde Klarius Mikkelsen, og i 1944 giftede hun sig med Johan Mandel fra Tønsberg.
I 1998 og 2002 offentliggjorde australske forskere nogle historiske artikler i Polar Record og konkluderede, at landgangsgruppen fra Thorshavn, heriblandt Mikkelsen, landede på Tryne Islands, hvor der fortsat er rester af det, man mener er Mikkelsens varde. Dette sted ligger omkring fem kilometer fra det det antarktiske fastland, og der er ikke identificeret noget andet landgangssted for Thorshavn-gruppen på fastlandet, trods flere års undersøgelser fra personale fra Davis Station. Derfor kan man betegne Caroline Mikkelsen som den første, der satte fod på en antarktisk ø, mens Ingrid Christensen, der gjorde landgang 30. januar 1937, dermed kan registreres som den første kvinde på det antarktiske fastland.